# Lista chorążych reprezentacji Angoli na igrzyskach olimpijskich
Lista chorążych reprezentacji Angoli na igrzyskach olimpijskich – lista zawodników i zawodniczek reprezentacji Angoli, którzy podczas ceremonii otwarcia nowożytnych igrzysk olimpijskich nieśli flagę Angoli.

## Chronologiczna lista chorążych
| Lp. | Rok i miejsce   | Chorąży                   | Dyscyplina    |
| --- | --------------- | ------------------------- | ------------- |
| 1   | 1980, Moskwa    | Fernando Lopes            | Pływanie      |
| 2   | 1988, Seul      | João N’Tyamba             | Lekkoatletyka |
| 3   | 1992, Barcelona | b.d.                      |               |
| 4   | 1996, Atlanta   | Palmira de Almeida        | Piłka ręczna  |
| 5   | 2000, Sydney    | Nádia Cruz                | pływanie      |
| 6   | 2004, Ateny     | Ângelo Victoriano         | Koszykówka    |
| 7   | 2008, Pekin     | João N’Tyamba             | Lekkoatletyka |
| 8   | 2012, Londyn    | Antónia Moreira de Fátima | Judo          |
| 9   | 2016, Rio       | Luísa Kiala               | Piłka ręczna  |
| 10  | 2020, Tokio     | Natália Bernardo          | Piłka ręczna  |
| 10  | 2020, Tokio     | Matias Montinho           | Żeglarstwo    |
| 11  | 2024, Paryż     | Azenaide Carlos           | Piłka ręczna  |
| 11  | 2024, Paryż     | Edmilson Pedro            | Judo          |